# Chileense tinamoe
De Chileense tinamoe (Nothoprocta perdicaria) is een vogel uit de familie tinamoes (Tinamidae). De wetenschappelijke naam van de soort is voor het eerst geldig gepubliceerd in 1830 door Kittlitz.

## Beschrijving
De Chileense tinamoe is ongeveer 29 centimeter groot. Hij heeft een zeer kleine staart en is plomp qua vorm. Hij heeft dikke, korte en gele poten. Hij is overwegend bruin, met ingewikkelde, zwarte en donkere markeringen. Hij heeft grote, ronde vleugels.

## Verspreiding
Deze vogel leeft in hoge gebieden in Chili en Argentinië. Hij is door de mens geïntroduceerd op Paaseiland.

## Voortplanting
Het vrouwtje legt 10 tot 12 grote, glanzende eieren. Het mannetje broedt ze uit en voedt de jongen op. De jongen kunnen al snel lopen en vliegen.

## Voorkomen
De soort is endemisch in Chili en telt twee ondersoorten:
- N. p. perdicaria komt voor in het noordelijke deel van Centraal-Chili.
- N. p. sanborni komt voor in het zuidelijke deel van Centraal-Chili.

## Beschermingsstatus
Op de Rode Lijst van de IUCN heeft de soort de status niet bedreigd.